# Friedrich August Meyer
Friedrich August Meyer (* um 1750 in Hildesheim; † 8. Februarjul. / 20. Februar 1805greg. in Saratow) war ein deutscher Arzt und Naturforscher, der ab 1786 in Russland wirkte.

## Leben
Meyer wuchs in Hildesheim auf, wurde dort 1767 promoviert und war Doktor der Arzneiwissenschaft. Er veröffentlichte mehrere Schriften und wechselte um 1780 nach Hamburg, wo er als Arzt tätig war. 1786 ging er nach Russland und wurde Stadtphysicus und kaiserlicher Hofrat in Cherson. Bereits Anfang der 1790er Jahre zog er nach Saratow, wo er kaiserlicher Kollegienrat und Inspektor der Saratower Medizinischen Verwaltung wurde. Daneben widmete er sich der Meteorologie und sandte die Resultate seiner Beobachtungen an die Kaiserliche Akademie in Sankt Petersburg, die in deren Periodika diese veröffentlicht wurden. Außerdem beschrieb er die in der Umgebung von Saratow angebauten Sorten ausländischer Nutzpflanzen.
Für seine Verdienste wurde er 1793 zum korrespondierenden Mitglied der Kaiserlichen Akademie der Wissenschaften gewählt. Er war der erste Bürger aus Saratow, dem diese Ehrung zuteilwurde.

## Schriften (Auswahl)
- Friedrich August Meyer: Beschreibung des Schwefelwassers zu Hasede unweit Hildesheim. Brandt, Hildesheim, Hamburg 1776.
- Friedrich August Meyer: De Ozæna commentatio … Hofmann, Hamburg 1785.